# Martí Gasull i Roig
Martí Gasull i Roig (Barcelona, España, 2 de abril de 1969 - Manāslu, Nepal, 23 de septiembre de 2012) fue un filólogo, filósofo y activista español, fundador de la organización no gubernamental Plataforma por la Lengua en 1993, y el principal impulsor de esta organización desde su fundación. También participó activamente en el movimiento excursionista desde la Unió Excursionista de Catalunya.

## Biografía
Se licenció en Filología Clásica en la Universidad Autónoma de Barcelona (UAB) y en Filosofía por la UAB y obtuvo un postgrado en Administración y dirección de empresas por la Universidad Pompeu Fabra.
Con un grupo de jóvenes de la Coral Sinera de los Lluïsos de Gràcia crea el grup l'Esbarzer, entidad activista en favor de la lengua y la cultura catalanes nacida el 21 de febrero de 1991 y que será el embrión de la Plataforma por la Lengua (creada en 1993). A partir de entonces se implica plenamente en la coordinación de esta organización, tarea que durante un tiempo alterna con el trabajo de profesor de filosofía y filología clásica, donde más allá de la tarea docente colabora en diferentes estudios de reflexión filosófica. Posteriormente, dedicado a tiempo completo en la Plataforma por la Lengua, dedicándose a la promoción del catalán en todos los ámbitos. Impulsa una reforma profunda de la organización, de la estructura técnica y de crecimiento, con una visión aglutinadora y positiva de la lengua catalana con la campaña ‘El català suma'. 
En el ámbito alpinista, desde los siete años es socio de la Unión Excursionista de Cataluña del barrio barcelonés de Gracia, donde participa en todas las etapas de iniciación y como monitor hasta integrarse en la junta directiva. Más tarde pasa a formar parte del Consejo General de la UEC. 
En 1991 y 1992 haca los primeros cuatro mil en los Alpes. En 1993 en la Cordillera Real de Bolivia consigue sus primeros cinco mil y un par de seis mil: el Huayna Potosí (6.088 m) y el Illimani (6.562 m). En 1994 visita por primera vez el Himalaya donde asciende al Stok Kangri de 6.121 m. En 2000 participa en la expedición de la UEC de Gràcia al Diran Peak de 7.266 m en Paquistán. A partir del 2004 se marca el objetivo de ascender un ochomil, con intentos en el Cho Oyu en 2004, el Broad Peak en 2005, donde llega a la cota 7.800 m y en 2010 nuevamente el Cho Oyu. En 2011 decide sacrificar la cina del Manaslu, de 8.156 m, para salvar la vida del xerpa que iba con él.
Murió como consecuencia de un alud an Manāslu, la octava montaña más alta del mundo, situada en el Nepal, en la madrugada del 23 de septiembre de 2012 mientras estaba eb el Campo III a 6.800 metros de altitud. En el accidente murieron diez montañeros más.
El 9 de octubre de 2012 la Generalidad de Cataluña le concedió la Creu de Sant Jordi a título póstumo.